# Käthe Larsch
Katharina „Käthe“ Larsch (* 27. August 1901 in Suszno bei Lemberg, Österreich-Ungarn; † 29. Mai 1935 in Düsseldorf) war eine deutsche Kommunistin und Widerständlerin gegen den Nationalsozialismus.

## Lebenslauf
Käthe Larsch wurde als Katharina Lambert in Galizien geboren und wuchs in Beelitz bei Berlin als fünftes von sieben Kindern einer protestantischen Familie auf, nachdem die Mutter ihren Ehemann mit den Kindern verlassen hatte. Später zog die Familie Lambert in das Ruhrgebiet, wo Katharina Lambert, die als Verkäuferin oder Dienstmädchen arbeitete, 1920 Rudolf Larsch heiratete. Bis 1930 bekam das Ehepaar, das in Essen lebte, fünf Kinder, drei Söhne und zwei Töchter, von denen ein Junge als Säugling verstarb.
1924 trat Käthe Larsch der KPD bei, der ihr Mann bereits seit zwei Jahren angehörte. Nach späteren Erkenntnissen der Gestapo war Rudolf Larsch ein „sehr intelligenter Mann, der von seinen kommunistischen Ansichten und Zielen bis aufs Innerste durchdrungen“ war und der „dauernd in der Partei gehobene Posten bekleidet“ habe. Welcher beruflichen Tätigkeit Larsch in den folgenden Jahren nachging, ist nicht bekannt, zeitweilig soll er als Straßenbahnschaffner gearbeitet haben; die Familie lebte stetig an der Armutsgrenze. Nach der „Machtergreifung“ durch die Nationalsozialisten im Januar 1933 ging er in den Untergrund, wurde aber am 3. November 1933 verhaftet und wegen „Vorbereitung zum Hochverrat“ angeklagt. Nach neunmonatiger Untersuchungshaft wurde er zu drei Jahren Zuchthaus verurteilt und im Januar 1935 in das „Arbeitskommando Stapeler Moor“ überführt. Seine Familie musste ihre Wohnung verlassen und in eine kleinere, verdreckte Unterkunft umziehen. Finanziell wurde die Familie mitunter von Genossen unterstützt.
1935 wurde Käthe Larsch von der Gestapo verhaftet. Ihre Wohnung war von Angehörigen der KPD als Treffpunkt und für andere konspirative Tätigkeiten wie der Vervielfältigung von Flugblättern genutzt worden; auch soll sie selbst Flugblätter verteilt haben. Beim Verhör wurden ihr schwerste Kopfverletzungen zugefügt, vermutlich mit einem Totschläger. Daraufhin wurde sie am 22. Mai in die psychiatrische Abteilung des Städtischen Krankenhauses in Essen eingeliefert und von dort in das Landeskrankenhaus Düsseldorf (im Volksmund kurz „Grafenberg“) verlegt. In den dortigen Arztberichten wurden ihr „Erscheinungen von geistiger Verwirrung“ und „Desorientiertheit“ attestiert. Trotzdem wurde die misshandelte Frau weiterhin verhört, um – wenn auch vergeblich – von ihr Namen weiterer Widerstandskämpfer zu erfahren. Sie starb eine Woche später, und als offizielle Todesursache wurde „akute Herzschwäche“ angegeben. Sie wurde auf dem Anstaltsfriedhof beerdigt, wo sich ihr Grab auch weiterhin befindet. Der inhaftierte Rudolf Larsch machte eine Eingabe an das Essener Amtsgericht, da der Tod seiner Frau „möglicherweise ein Verschulden irgendeiner Dienststelle“ sei. Ein eingeleitetes Ermittlungsverfahren wurde jedoch nach zehn Tagen eingestellt.

## Schicksal ihrer Familie
Die vier Larsch-Kinder wurden nach Geschlechtern getrennt im Essener Wilhelm-Augusta-Kinderheim untergebracht, wo insbesondere die Tochter Wera von der Heimleiterin drangsaliert wurde, und konnten mit ihrem Vater nur per Brief Kontakt halten.
Rudolf Larsch blieb mit einer kurzen Unterbrechung bis Ende des Zweiten Weltkriegs in Haft. 1936 wurde er nach Münster zur vorgeblichen Entlassung gebracht, dann aber erneut in „Schutzhaft“ genommen. Von 1937 bis 1939 war er im KZ Buchenwald, anschließend, nach einer kurzzeitigen Entlassung, bis 1945 im KZ Sachsenhausen. Auf einem Todesmarsch in Richtung Schwerin gelang ihm mit Hilfe eines SS-Mannes die Flucht. Im Laufe des Jahres kam die Familie wieder zusammen, aber die Folgen von Traumatisierung und jahrelanger Trennung blieben spürbar. 1947 zog die Familie auf Vermittlung der KPD nach Bielefeld, wo Rudolf Larsch eine Parteigenossin heiratete, die wie er den Aufenthalt in einem KZ überlebt hatte. Wera Larsch kämpfte jahrelang um Wiedergutmachung und erhielt letztlich die Summe von 5000 Mark zugesprochen, die 1965 nach einer Gesetzesnovelle verdoppelt wurde. Rudolf Larsch starb am 19. Februar 1960 während der Fahrt mit einem Linienbus in Bielefeld an einem Herzanfall.

## Ehrungen

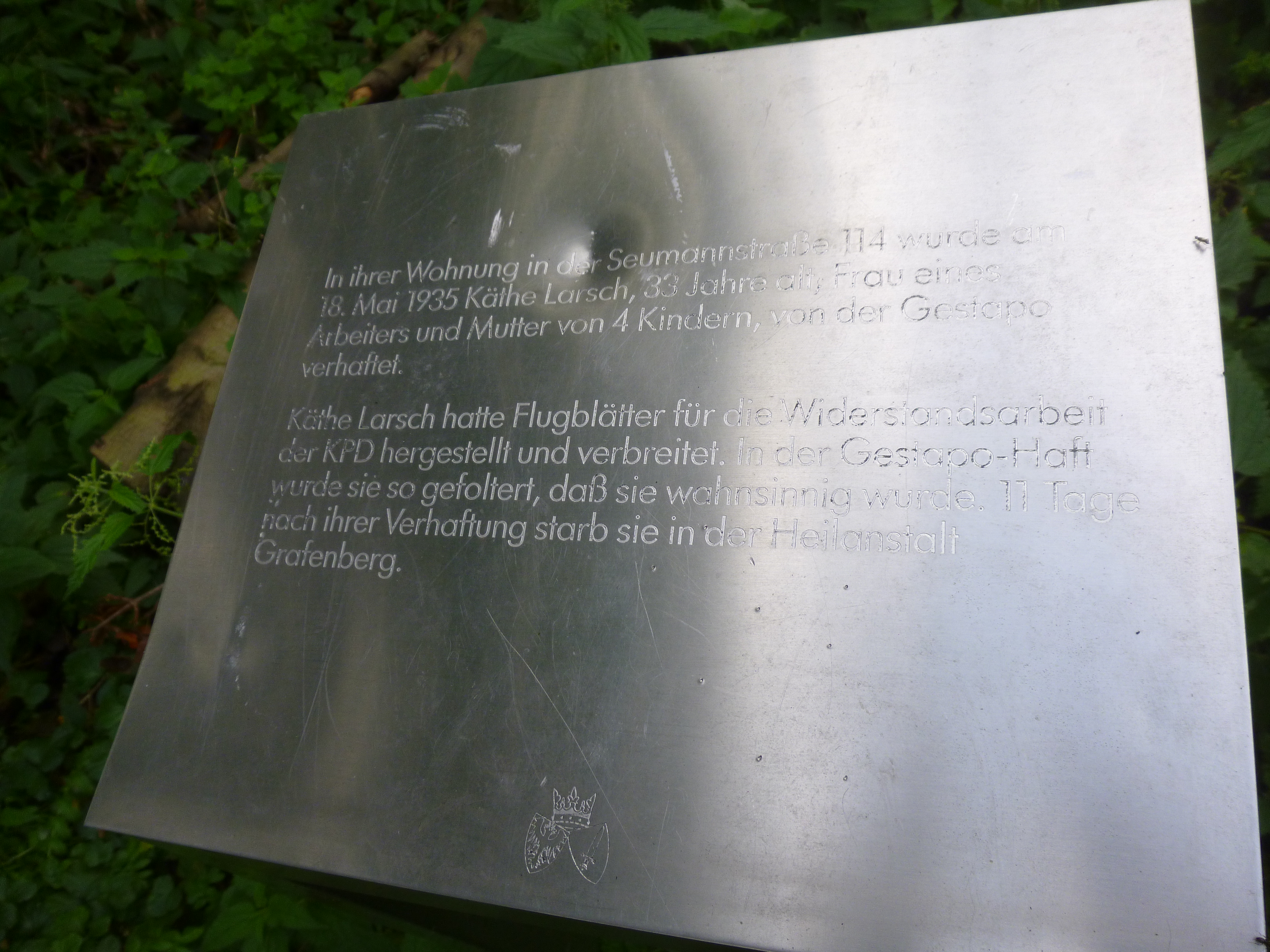
Gedenktafel in der Essener Seumannstraße

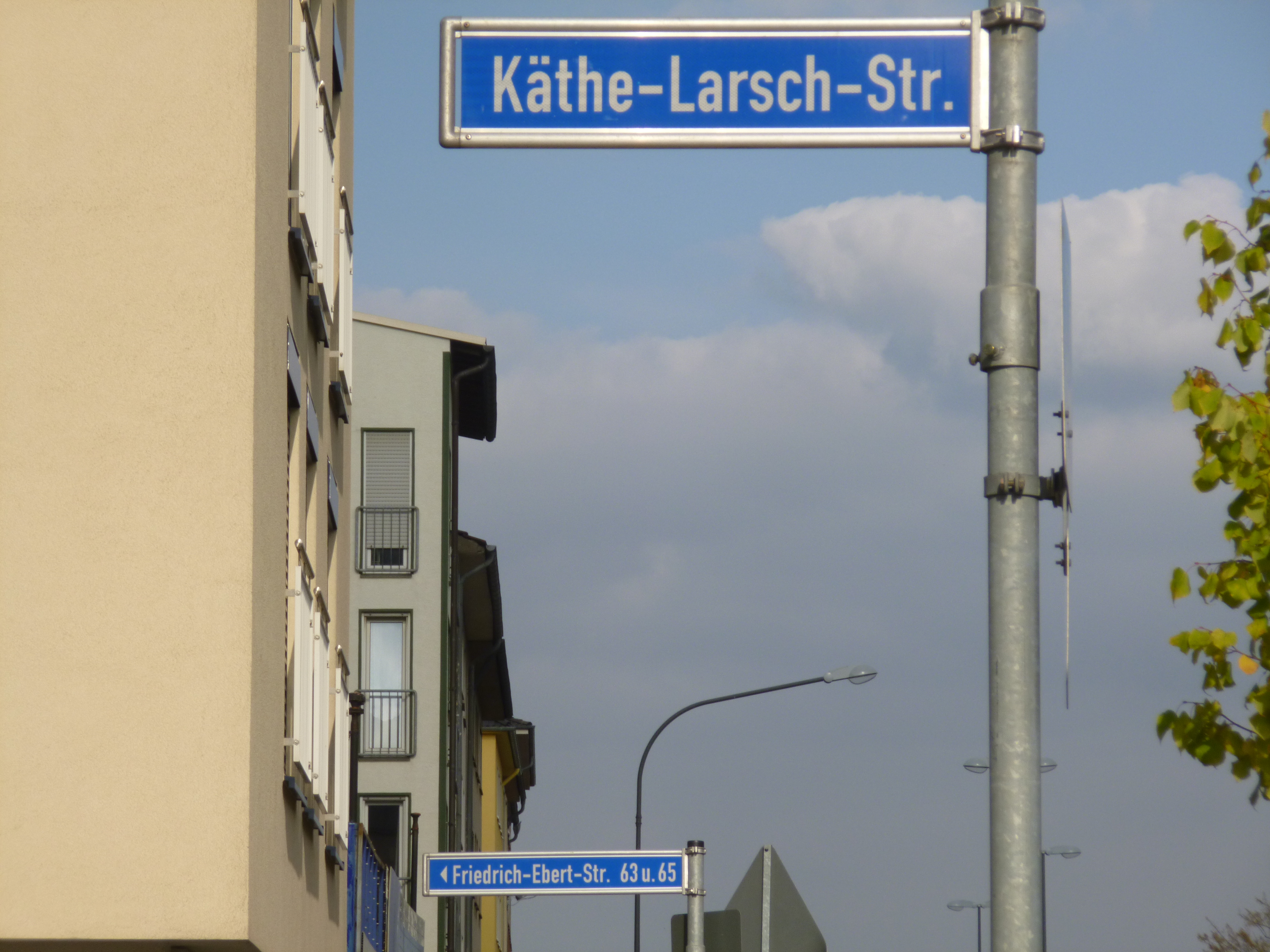
Straßenschild und Hinweisschild der Anwohner auf die abweichende Adresse

Seit rund 20 Jahren gibt es in der Seumannstraße in Essen, wo die Familie Larsch gelebt hatte, eine Erinnerungstafel für Käthe Larsch.
Im Dezember 2011 wurde in Essen auf Antrag der Grünen im neuen Universitäts-Viertel eine Straße nach Käthe Larsch benannt. Vorausgegangen waren zum Teil erbitterte Debatten, ob in Essen eine Straße nach einer Kommunistin benannt werden solle. Die Antragsteller für die Straßenbenennung begründeten ihren Vorschlag damit, dass „jeder Widerstand gegen den Nationalsozialismus einen Anspruch auf Respekt und Erinnerung verdient. Für diese Erinnerung muss das Einzelschicksal gewürdigt werden, gleich ob dieser Mensch seinen Widerstand gegen den NS-Terror kommunistisch, sozialistisch, religiös oder bürgerlich-humanistisch begründet hat“. Die Straßenbenennung solle auch vor Augen führen, „wie nationalsozialistisches Unrecht nicht nur einzelne Menschenleben zerstört hat, sondern auch Einfluss auf mehrere Generationen von Überlebenden nimmt“. Die Benennung wurde schließlich mit den Stimmen von Grünen, von SPD und Linke im Rat beschlossen. Der Träger der an der Straße gelegenen Senioren-Wohnanlage Peter-Reise-Haus, die Gesellschaft für Soziale Dienstleistungen Essen mbH, war nicht bereit, für den Festakt zur Einweihung der Straße einen Raum zur Verfügung zu stellen und lehnt es ab, Käthe-Larsch-Straße als Adresse zu benutzen.